# Саймон Девіс (футболіст, 1979)
Саймон Девіс (англ. Simon Davies, нар. 23 жовтня 1979, Гейверфордвест) — валлійський футболіст, що грав на позиції півзахисника. Футболіст року в Уельсі (2002).
Виступав, зокрема, за клуби «Тоттенгем Готспур» та «Фулгем», а також національну збірну Уельсу.

## Клубна кар'єра
Вихованець футбольної школи клубу «Петерборо Юнайтед». До переходу до складу цієї англійської команди виступав в юнацьких складах клубу «Рексем», в 15-річному віці перейшов до складу клубу з Петерборо. Пройшовши академію «Юнайтед», в 1997 році він підписав професійний контракт з цією командою. Ще до досягнення 20-річного віку він провів понад 50 ігор за клуб. Гравцем зацікавився «Манчестер Юнайтед» після зустрічі з командою з Петерборо в липні 1999 року, але Девіс вирішив перейти в «Тоттенгем Готспур» Джорджа Грема. «Шпори» підписали гравця за 700 тисяч фунтів стерлінгів 31 грудня 1999 разом з ще одним новачком, Меттью Етерінгтоном.
Девіс дебютував у складі «шпор» 9 квітня 2000 року, коли ті програли 0:2 «Ліверпулю». Переважно Девіс виходив на початку своєї кар'єри на заміни, але після травми Ейвінда Леонардсена він закріпився в складі, а у 5-му раунді Кубка Англії в матчі проти «Стокпорт Каунті» забив двічі (це сталося 17 лютого 2001 року). За 5 років гри Девіс безліч разів травмувався, але сумарно провів 154 матчі і забив 24 голи в усіх змаганнях.
26 травня 2005 року за 4 мільйони фунтів стерлінгів Саймон перейшов в «Евертон», що давало шанс виступити в єврокубках (зокрема, в Лізі чемпіонів). Однак Девіс провалив сезон 2005/06, як і вся команда. Він запам'ятався лише голом у ворота «Бірмінгем Сіті», який перервав безвиграшну серію мерсісайдців.

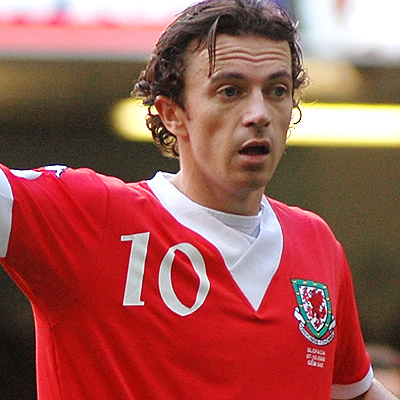
Девіс у складі збірної Уельсу. 2006 рік.

У січні 2007 року Девіс перейшов у «Фулгем», вартість трансферу не розголошується. Він зайняв місце на правому фланзі, замінивши бельгійця Стіда Мальбранка. 30 січня 2007 року Девіс дебютував у грі проти «Шеффілд Юнайтед». З цього моменту Девіс став твердим гравцем основи, що стежив за правим флангом в ході гри. Він став частіше забивати і прославився такими голами, як гол зі штрафного в одній з ігор проти «Сандерленда» і особистий сольний прохід у матчі проти «Редінга». Гра валлійця вразила тодішнього тренера «дачників» Лоурі Санчеса. За підсумками сезону 2007/08 Девіс був визнаний найкращим гравцем клубу.

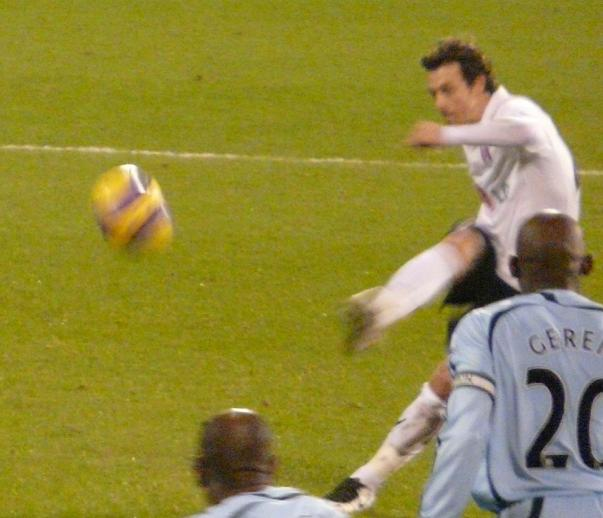
Девіс виконує штрафний удар.

У складі «дачників» Девіс став одним з тих гравців, які допомогли вийти у фінал Ліги Європи — 29 квітня 2010 року Девіс забив рятівний для британців гол у ворота «Гамбурга», вирвавши перемогу за підсумками двоматчевої серії з рахунком 2:1. Також його стараннями був забитий гол у фіналі Ліги Європи у ворота «Атлетіко Мадрид», але навіть це не врятувало «Фулгем» від поразки в овертаймі. Фінал Ліги Європи залишається найвищим досягненням Девіса в єврокубках.
16 серпня 2010 року Девіс продовжив контракт до 2013 року. 4 січня 2011 року Девіс відзначився голом у компенсований час першого тайму під час гри з командою «Вест Бромвіч Альбіон», також в сезоні він допоміг здобути перемогу над «Сандерлендом» 3:0, відзначившись голом і результативною подачею з кутової позначки на Бреде Гангеланда. Завершив професійну кар'єру футболіста виступами за команду «Фулгем» у 2013 році.

## Виступи за збірні
Протягом 1999—2001 років залучався до складу молодіжної збірної Уельсу. На молодіжному рівні зіграв у 10 офіційних матчах.
6 червня 2001 року дебютував в офіційних матчах у складі національної збірної Уельсу в грі проти України. Найвідомішим голом і грою Девіса є зустріч 16 жовтня 2002 року, коли Саймон відкрив рахунок у матчі з Італією. Хоча італійці зрівняли рахунок, але валлійці все ж змогли вирвати перемогу з рахунком 2:1. 9 серпня 2010 року Девіс повідомив про завершення кар'єри в збірній. Протягом кар'єри у національній команді, яка тривала 10 років, провів у формі головної команди країни 58 матчів, забивши 6 голів.

## Статистика
| Клуб          | Сезон             | Дивізіон                     | Чемпіонат | Чемпіонат | Кубок Англії | Кубок Англії | Кубок Ліги | Кубок Ліги | Трофей ФА | Трофей ФА | Єврокубки | Єврокубки | Разом | Разом |
| Клуб          | Сезон             | Дивізіон                     | Ігри      | Голи      | Ігри         | Голи         | Ігри       | Голи       | Ігри      | Голи      | Ігри      | Голи      | Ігри  | Голи  |
| ------------- | ----------------- | ---------------------------- | --------- | --------- | ------------ | ------------ | ---------- | ---------- | --------- | --------- | --------- | --------- | ----- | ----- |
| 1997/98       | Пітерборо Юнайтед | 3-й дивізіон Футбольної ліги | 6         | 0         | 0            | 0            | 0          | 0          | 1         | 0         | 0         | 0         | 7     | 0     |
| 1998/99       | Пітерборо Юнайтед | 3-й дивізіон Футбольної ліги | 43        | 4         | 1            | 0            | 2          | 0          | 2         | 0         | 0         | 0         | 48    | 4     |
| 1999/00       | Пітерборо Юнайтед | 3-й дивізіон Футбольної ліги | 16        | 2         | 2            | 0            | 2          | 0          | 0         | 0         | 0         | 0         | 20    | 2     |
| Разом         | Разом             | Разом                        | 65        | 6         | 3            | 0            | 4          | 0          | 3         | 0         | 0         | 0         | 75    | 6     |
| 1999/00       | Тоттенгем Готспур | Англійська Прем'єр-ліга      | 3         | 0         | 0            | 0            | 0          | 0          | 0         | 0         | 0         | 0         | 3     | 0     |
| 2000/01       | Тоттенгем Готспур | Англійська Прем'єр-ліга      | 13        | 2         | 1            | 2            | 1          | 0          | 0         | 0         | 0         | 0         | 15    | 4     |
| 2001/02       | Тоттенгем Готспур | Англійська Прем'єр-ліга      | 31        | 4         | 3            | 0            | 7          | 3          | 0         | 0         | 0         | 0         | 41    | 7     |
| 2002/03       | Тоттенгем Готспур | Англійська Прем'єр-ліга      | 36        | 5         | 1            | 0            | 2          | 0          | 0         | 0         | 0         | 0         | 39    | 5     |
| 2003/04       | Тоттенгем Готспур | Англійська Прем'єр-ліга      | 17        | 2         | 3            | 0            | 0          | 0          | 0         | 0         | 0         | 0         | 20    | 2     |
| 2004/05       | Тоттенгем Готспур | Англійська Прем'єр-ліга      | 21        | 0         | 5            | 0            | 3          | 0          | 0         | 0         | 0         | 0         | 29    | 0     |
| Разом         | Разом             | Разом                        | 121       | 13        | 13           | 2            | 13         | 3          | 0         | 0         | 0         | 0         | 147   | 18    |
| 2005/06       | Евертон           | Англійська Прем'єр-ліга      | 30        | 1         | 2            | 0            | 1          | 0          | 0         | 0         | 3         | 0         | 36    | 1     |
| 2006/07       | Евертон           | Англійська Прем'єр-ліга      | 15        | 0         | 0            | 0            | 2          | 0          | 0         | 0         | 0         | 0         | 17    | 0     |
| Разом         | Разом             | Разом                        | 45        | 1         | 2            | 0            | 3          | 0          | 0         | 0         | 3         | 0         | 53    | 1     |
| 2006/07       | Фулгем            | Англійська Прем'єр-ліга      | 14        | 2         | 2            | 0            | 0          | 0          | 0         | 0         | 0         | 0         | 16    | 2     |
| 2007/08       | Фулгем            | Англійська Прем'єр-ліга      | 37        | 5         | 1            | 0            | 2          | 0          | 0         | 0         | 0         | 0         | 40    | 5     |
| 2008/09       | Фулгем            | Англійська Прем'єр-ліга      | 33        | 2         | 5            | 1            | 1          | 0          | 0         | 0         | 0         | 0         | 39    | 3     |
| 2009/10       | Фулгем            | Англійська Прем'єр-ліга      | 17        | 0         | 4            | 1            | 1          | 0          | 0         | 0         | 11        | 2         | 33    | 3     |
| 2010/11       | Фулгем            | Англійська Прем'єр-ліга      | 30        | 4         | 2            | 0            | 1          | 0          | 0         | 0         | 0         | 0         | 31    | 4     |
| 2011/12       | Фулгем            | Англійська Прем'єр-ліга      | 6         | 0         | 0            | 0            | 0          | 0          | 0         | 0         | 1         | 0         | 7     | 0     |
| 2012/13       | Фулгем            | Англійська Прем'єр-ліга      | 0         | 0         | 0            | 0            | 0          | 0          | 0         | 0         | 0         | 0         | 0     | 0     |
| Разом         | Разом             | Разом                        | 137       | 13        | 14           | 2            | 5          | 0          | 0         | 0         | 12        | 2         | 167   | 17    |
| За всі сезони | За всі сезони     | За всі сезони                | 361       | 32        | 32           | 4            | 25         | 3          | 3         | 0         | 15        | 2         | 436   | 41    |